# 布雷蒂尼站
布雷蒂尼站，是法国的一个铁路车站，位于巴黎南郊的布雷蒂尼。属于第五收费区（Zone 5）。

## 位置
布雷蒂尼站位于布雷蒂尼市区的西部，是一个铁路枢纽。站址位于巴黎－波尔多铁路31.336公里处，同时也是布雷蒂尼－图尔铁路的起点。车站大致呈南北走向，正门开口朝东，西侧亦可进出。

## 站名
布雷蒂尼站所在城市的全名为奥尔日河畔布雷蒂尼，但其车站的官方名称中并无"奥尔日河畔"这一后缀。

## 设施
布雷蒂尼站设有人工售票窗口，其开放时间为每周一至五的10:05至12:00和14:00至19:20（节假日除外）。此外，布雷蒂尼站还设有自动售票机等设施。
布雷蒂尼站设有检票自动闸机，乘客需使用有效的通勤卡（Navigo 1~5）或纸质车票才可进入车站。
布雷蒂尼站没有长途列车线路停靠。

## 历史
布雷蒂尼站最初建于1865年，由巴黎-奥尔良铁路公司修建和运营。1938年转归SNCF，1979年开通RER C服务。2013年7月12日发生了严重的列车脱轨事故，造成7人遇难。

## 站台设置
| 西↑ |             |                       |                    |
|     |             |                       |                    |
| 8道 |             |                       | 巴黎方向→          |
|     | 岛式        |                       |                    |
| 6道 |             |                       | 巴黎方向→          |
| 4道 |             |                       | 巴黎方向→          |
|     | 岛式        |                       |                    |
| 2道 |             | 长途车通过线，不停靠→ |                    |
| 1道 |             | 长途车通过线，不停靠← |                    |
|     | 岛式        |                       |                    |
| 3道 |             |                       | ←埃唐普方向        |
| 5道 |             |                       | ←埃唐普/杜尔当方向 |
|     | 侧式 主站房 |                       |                    |
| 东↓ |             |                       |                    |

火车站广场（Place Gare）

## 停靠线路
以下列车线路在布雷蒂尼站停靠：
| 布雷蒂尼站列车线路表               |                           |           |                               |                   |
| 起点                               | 上一站                    | 线路      | 下一站                        | 终点              |
| 圣康坦昂伊夫林/沙维尔/荣军院       | 于维西/奥尔日河畔圣米歇尔 | [T] · (C) | 拉诺尔维勒-圣日耳曼累阿尔帕容 | 杜尔当/杜尔当森林 |
| 蒙蒂尼-博尚/埃尔蒙-奥博讷          | 于维西/奥尔日河畔圣米歇尔 | [T] · (C) | 拉诺尔维勒-圣日耳曼累阿尔帕容 | 杜尔当/杜尔当森林 |
| 圣康坦昂伊夫林/荣军院              | 于维西/奥尔日河畔圣米歇尔 | [T] · (C) | 于尔普瓦河畔马罗勒            | 圣马丹埃唐普      |
| 蓬图瓦兹/蒙蒂尼-博尚/埃尔蒙-奥博讷 | 奥尔日河畔圣米歇尔        | [T] · (C) | （终点）                      | （终点）          |

## 配套交通

### 长途客车
| 停靠布雷蒂尼站的大巴车 |                          |                                                                          |
| 上下车地点             | 运营单位                 | 主要线路及目的地                                                         |
| 布雷蒂尼站西侧         | 埃松省城际客运 Albatrans | - 91.04线：布里苏福尔日、阿尔帕容、埃夫里                                |
| 布雷蒂尼站西侧         | SNCF                     | （当某条铁路线施工或罢工时，SNCF可能也会蒂供途径该线路沿途站点的大巴车） |
| 1. 2. 3.               |                          |                                                                          |

### 市内交通
| 布雷蒂尼附近的市内公共交通线路 |                        | |
| 公交车站名称                   | 位置                   | 停靠线路 |
| Brétigny RER 快铁站            | 布雷蒂尼站西侧（后门） | - Daniel Meyer - DM13线：布雷蒂尼-快铁站 ↔ 利纳-阿尔帕容奈 - DM19线：布雷蒂尼-快铁站 ↔ 奥尔日河畔勒维勒-自救联盟广场 |
| Gare Place 火车站广场          | 布雷蒂尼站东侧（正门） | - Transdev de Brétigny - 18.05线：布雷蒂尼-火车站广场 ↔ 邦杜夫勒-自由 - 202线：布雷蒂尼-火车站广场 （环线） - 227.01线：布雷蒂尼-新房商业中心 ↔ 圣米歇尔-科技园 / 圣米歇尔-布雷蒂尼路 - 227.02线：布雷蒂尼-狼口（环线） - 227.03线：布雷蒂尼-火车站广场（环线） - 131路：巴黎-里昂火车站 ↔ 布雷蒂尼-火车站广场 |
| 1. 2. 3.                       |                        | |

### 社会车辆
布雷蒂尼站门口设有社会车辆停车场。

## 临近车站
| 布雷蒂尼站（Gare de Brétigny） |                    |                                 |
| 上行车站                       | 线路               | 下行车站                        |
| 奥尔日河畔圣米歇尔站           | 巴黎－波尔多铁路   | 于尔普瓦河畔马罗勒站            |
| （起点）                       | 布雷蒂尼－图尔铁路 | 拉诺尔维勒-圣日耳曼累阿尔帕容站 |
| - 本表仅显示运营中的线路及车站 |                    |                                 |